# Загонетне варијације
„Загонетне варијације” је југословенски ТВ филм из 2002. године. Режирао га је Слободан Шуљагић а сценарио су написали Станица Лазаревић и Слободан Шуљагић по делу Ерика Емануела Шмита.

## Улоге
| Глумац         | Улога                |
| -------------- | -------------------- |
| Марко Николић  | Абел Знорко, писац   |
| Борис Пинговић | Ерик Ларсен, новинар |

## Позоришна представа
Позоришна представа “Загонетне варијације” у режији Божидара Ђуровића премијерно је изведена на сцени “Раша Плаовић” Народног позоришта у Београду  2. маја 1998. године и била је на репертоару годинама.